# Pliopithèque
Pliopithecus
Genre
Pliopithecus est un genre éteint de singes eurasiatiques du Miocène. Il appartient à la famille des Pliopithecidae, considérée comme une famille basale de singes catarrhiniens.

## Historique
La première espèce découverte du genre, Pliopithecus antiquus, a été décrite en 1837 par le paléontologue français Édouard Lartet à partir de fossiles découverts à Sansan, dans le Gers, en Gascogne. Toutefois, le genre Pliopithecus a été créé un peu plus tard par le paléontologue français Paul Gervais, en 1849.

## Description
Pliopithecus a des membres relativement longs et graciles. Les membres postérieurs sont légèrement plus longs que les membres antérieurs, avec un ratio intermembral de 94, comparable à la plupart des Cercopithecidae. La main est relativement étroite, avec des phalanges de doigts longues et courbées, et un pouce de bonne taille.
Pliopithecus est un quadrupède agile capable de courir sur les branches d'arbre, grimper, se suspendre par les membres antérieurs ou postérieurs, et sauter d'une branche à l'autre.

## Régime alimentaire
Exclusivement végétivore d'après sa denture, Pliopithecus se nourrissait de feuilles et de fruits.

## Extension géographique
Le genre Pliopithecus a probablement émergé en Asie, avant de s'étendre vers l'Europe à partir d'environ 17 Ma, à la faveur de l'optimum climatique du Miocène. Quatre des espèces connues ont été trouvées en Europe, et deux en Chine. Aucun fossile n'a été trouvé en Afrique.

## Chronologie
Les principaux fossiles trouvés à ce jour datent du Miocène moyen, et l'ensemble du registre fossile du genre s'étend d'environ 17 à 7 Ma. Toutefois, le genre pourrait avoir émergé un peu plus tôt au cours du Miocène inférieur. Il s'est apparemment éteint en Europe vers 9 Ma et en Asie vers 7 Ma.

## Classification phylogénétique
Phylogénie des familles de singes, d'après Perelman et al. (2011) et Springer et al. (2012) :
| Cercopithecoidea | Cercopithecidae (Babouin, Macaque, Colobe…)                                                                   |
|                  | Cercopithecidae (Babouin, Macaque, Colobe…)                                                                   |
| Hominoidea       | \| \| Hylobatidae (Gibbon) \| \| \| \| \| \| Hominidae (Orang-outan, Gorille, Chimpanzé et Homme) \| \| \| \| |
|                  | \| \| Hylobatidae (Gibbon) \| \| \| \| \| \| Hominidae (Orang-outan, Gorille, Chimpanzé et Homme) \| \| \| \| |
|                  | Hylobatidae (Gibbon)                                                                                          |
|                  | |
|                  | Hominidae (Orang-outan, Gorille, Chimpanzé et Homme)                                                          |
|                  | |

|  | Hylobatidae (Gibbon)                                 |
|  |                                                      |
|  | Hominidae (Orang-outan, Gorille, Chimpanzé et Homme) |
|  |                                                      |

|  | Cebidae (Sapajou, Singes-écureuil, Ouistiti, Tamarin…)                                                  |
|  | |
|  | \| \| Pitheciidae (Saki, Ouakari, Titi…) \| \| \| \| \| \| Atelidae (Atèle, Singe-hurleur…) \| \| \| \| |
|  | |
|  | Pitheciidae (Saki, Ouakari, Titi…)                                                                      |
|  | |
|  | Atelidae (Atèle, Singe-hurleur…)                                                                        |
|  | |

|  | Pitheciidae (Saki, Ouakari, Titi…) |
|  |                                    |
|  | Atelidae (Atèle, Singe-hurleur…)   |
|  |                                    |

| Cercopithecoidea | Cercopithecidae (Babouin, Macaque, Colobe…)                                                                   |
|                  | Cercopithecidae (Babouin, Macaque, Colobe…)                                                                   |
| Hominoidea       | \| \| Hylobatidae (Gibbon) \| \| \| \| \| \| Hominidae (Orang-outan, Gorille, Chimpanzé et Homme) \| \| \| \| |
|                  | \| \| Hylobatidae (Gibbon) \| \| \| \| \| \| Hominidae (Orang-outan, Gorille, Chimpanzé et Homme) \| \| \| \| |
|                  | Hylobatidae (Gibbon)                                                                                          |
|                  | |
|                  | Hominidae (Orang-outan, Gorille, Chimpanzé et Homme)                                                          |
|                  | |

|  | Hylobatidae (Gibbon)                                 |
|  |                                                      |
|  | Hominidae (Orang-outan, Gorille, Chimpanzé et Homme) |
|  |                                                      |

|  | Cebidae (Sapajou, Singes-écureuil, Ouistiti, Tamarin…)                                                  |
|  | |
|  | \| \| Pitheciidae (Saki, Ouakari, Titi…) \| \| \| \| \| \| Atelidae (Atèle, Singe-hurleur…) \| \| \| \| |
|  | |
|  | Pitheciidae (Saki, Ouakari, Titi…)                                                                      |
|  | |
|  | Atelidae (Atèle, Singe-hurleur…)                                                                        |
|  | |

|  | Pitheciidae (Saki, Ouakari, Titi…) |
|  |                                    |
|  | Atelidae (Atèle, Singe-hurleur…)   |
|  |                                    |

Pliopithecus appartient à une branche basale de singes catarrhiniens, les Pliopithecidae, légèrement plus dérivée que la famille des Propliopithecidae, représentée par des fossiles découverts dans les dépôts du bassin du Fayoum, en Égypte, et datés de l'Oligocène inférieur. Deux autres familles éteintes de catarrhiniens basaux un peu plus dérivés que les Pliopithecidae, les Saadanidae et les Dendropithecidae, les séparent du groupe couronne des Catarrhiniens, qui rassemble les Cercopithecidae et les Hominoidea.

## Liste des espèces
Le genre Pliopithecus, Gervais, 1849, compte 6 espèces :
- † Pliopithecus antiquus, Lartet, 1837, Europe de l'Ouest et centrale
- † Pliopithecus platyodon, Biedermann, 1863, Europe centrale
- † Pliopithecus vindobonensis, Zapfe & Hürzeler, 1957, Europe centrale
- † Pliopithecus canmatensis, Alba et al., 2010, 11 Ma, Espagne (Catalogne)[4]
- † Pliopithecus zhanxiangi, Harrison et al., 1991, 15 à 14 Ma, Chine (Ningxia)
- † Pliopithecus bii, Harrison, 2005, 15 à 14 Ma, Chine (Xinjiang)